# Font de Neptú de Manresa
La Font de Neptú és un font monumental d'estil neoclàssic, situada just al davant del Pont Nou de Manresa. Va ser inaugurada el 13 de març de 1802 pel rei Carles IV.
Es va construir perquè s'hi abeuressin les cavalleries que arribaven a la ciutat i, també, les que iniciaven el seu camí. Amb el temps s'havia anat degradant fins a arribar a un extrem gairebé ruïnós. L'any 2007 es va restaurar.

## Descripció

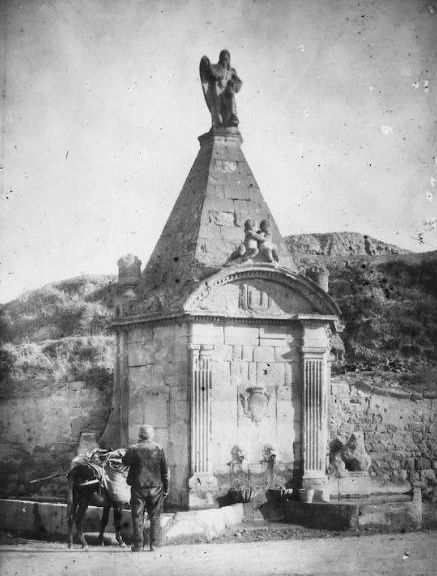
La font al segle XIX

Font de planta trapezoïdal, obrada amb pedra, i de línia clarament clàssica. Estructuralment es poden distingir dues parts: un primer cos, que culmina amb un fris dentat i una cornisa, i un segon cos de forma piramidal, truncada, coronada per una escultura molt deteriorada. El monument presenta decoració en tres de les seves cares, una principal i dues laterals, mentre que la part del darrere és totalment llisa. Els motius decoratius consisteixen en quatre pilastres adossades, dues flanquejant la façana principal i les altres dues situades en l'angle lateral. El fust, acanalat, reposa sobre una base, i culmina amb un capitell totalment desdibuixat. A la part frontal del monument, com si es tractés d'un temple clàssic, i a sobre del fris dentat hi ha un timpà amb un escut al centre. En la part baixa de la font s'hi obren quatre brocs d'aigua. L'aparell és obrat amb carreus de mides irregulars, disposats a trencajunt i units amb argamassa.

## Nota
1. ↑   En el llibre de Josep Maria de Mas i Casas, "Ensayos históricos sobre Manresa", consta que la font fou conclosa el dia 13 de març de 1802: "según se lee en un letrero esculpido en un gran mojón colocado al rematar el antepecho del puente". (pàg. 358 - 359)[1]